# Xã Union, Quận Dunklin, Missouri
Xã Union (tiếng Anh: Union Township) là một xã thuộc quận Dunklin, tiểu bang Missouri, Hoa Kỳ. Năm 2010, dân số của xã này là 4.168 người.